# Figuro-abstro

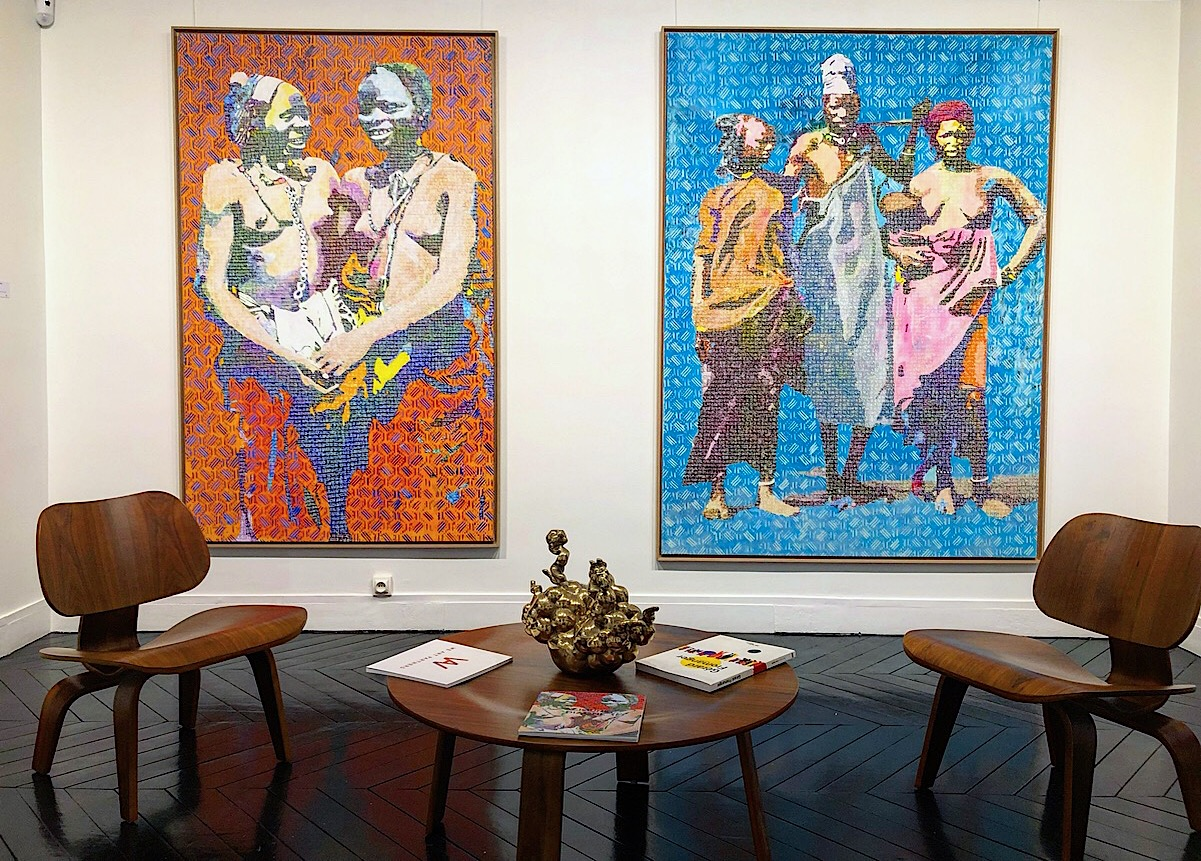
De gauche à droite : Jeunes Peuhles sénégalaises, 2018, 192 x 117 cm, acrylique sur toile ; Cayor hommes et femmes Peuhles 2018, 200 x 146 cm, acrylique sur toile

Le figuro-abstro est un mouvement artistique créé en 2013 par Alioune Diagne. Il consiste à mêler l'art figuratif et l'art abstrait. Ainsi, chaque œuvre représente une image figurative créée à partir d'éléments abstraits. L'image figurative porte alors le message, elle est composée de nombreux signes abstraits, qui eux, expriment un sentiment ou une pensée inconsciente.

## Naissance du mouvement artistique

### Le créateur du figuro-abstro
Alioune Diagne, artiste contemporain autodidacte, a créé son propre mouvement artistique pour sortir de l'académisme et répertorier ses créations de manière significative à partir de 2013 en donnant naissance au figuro-abstro.

### Origine et création du mouvement
Le mouvement figuro-abstro est né dans le but de permettre à  son créateur de réaliser ses œuvres selon ses propres règles. Les expériences personnelles de ce dernier, constituent de nombreuses influences qui émaillent son parcours artistique. Ainsi, le mouvement figuro-abstro trouve racine autant dans la calligraphie, que le pointillisme, ou encore dans la représentation globale floue.
C'est alors qu'il crée le mouvement pictural du figuro-abstro.

## La double dimension du mouvement artistique figuro-abstro

### Une combinaison de l'art abstrait et figuratif
Le mouvement pictural figuro-abstro a pour but de construire des images figuratives à partir d'éléments abstraits.

### Eliminer le détail pour peindre l'émotion
Les couleurs utilisées sont puissantes et matérialisent l'expression pure de l'artiste au moment de la création.
La partie figurative est donc vidée de ses détails, jugés superflus, donnant un rôle prépondérant à la technique, matérialisée par des signes.

## Objectif et message du mouvement figuro-abstro

### La technique au service d'un langage universel
Les signes utilisés permettent de fixer une émotion de manière inconsciente sur l'image qui les héberge. Pour cela, ils sont placés soit sur le fond, soit sur l'image elle-même.
Les signes forment un "alphabet universel". Ils sont volontairement créés pour ne pas avoir de sens, ni de définition, afin de parler à tout le monde sans aucune limite d'interprétation.

### Un mouvement inspirant
À ce jour, un autre peintre contemporain, Manel Ndoye, s'inscrit dans le mouvement du figuro-abstro. Artiste sénégalais, il utilise les techniques et l'influence artistique du figuro-abstro dans ses toiles. Celles-ci s'imprègnent de l'histoire des Lébous, des femmes Ndawrabine, ou encore de pêcheurs, afin de livrer sa propre réalité du visible.